# Österreichischer Kunstpreis für Medienkunst
Der Österreichische Kunstpreis für Medienkunst wird etablierten Künstlern für ihr Gesamtwerk verliehen. Bisher wurden folgende Personen ausgezeichnet:

## Preisträger
- 2008: Ruth Schnell
- 2009: Gottfried Bechtold
- 2010: Richard Kriesche
- 2011: Robert Adrian
- 2012: Linda Christanell
- 2013: Gerda Lampalzer
- 2014: Friederike Pezold
- 2015: Bernhard Leitner
- 2016: Dorit Margreiter
- 2017: Peter Weibel
- 2018: Sylvia Eckermann
- 2019: Thomas Feuerstein[1]
- 2020: Hofstetter Kurt[2]
- 2021: Christa Sommerer und Laurent Mignonneau[3]
- 2022: Margot Pilz[4]
- 2023: Mathias Poledna[5]
- 2024: Ursula Endlicher[6]